# Péruwelz
Péruwelz (en picard Piérwé) és un municipi belga de la província d'Hainaut a la regió valona. Es troba al costat de la frontera amb França i dels municipis de Condé-sur-l'Escaut, Vieux-Condé i Hergnies.

## Geografia

Péruwelz i les seves seccions.

Seccions i viles del municipi :
- I. Péruwelz
- II. Bon-Secours
- III. Roucourt
- IV. Bury
- V. Braffe
- VI. Baugnies
- VII. Wasmes-Audemez-Briffœil
- VIII. Brasménil
- IX. Wiers
- X. Callenelle
- XI. Briffœil
- XII. Audemez
- XIII. Ringies
- XIV. Ponange

Localitats limítrofes :
- a. Maubray (Antoing)
- b. Vezon (Tournai)
- c. Barry (Tournai)
- d. Pipaix (Leuze-en-Hainaut)
- e. Willaupuis (Leuze-en-Hainaut)
- f. Tourpes (Leuze-en-Hainaut)
- g. Thumaide (Belœil)
- h. Basècles (Belœil)
- i. Blaton (Bernissart)
- j. Bernissart (Bernissart)
- k. Condé-sur-l'Escaut (Françs)
- l. Vieux-Condé (França)
- m. Hergnies (França)
- n. Flines-lès-Mortagne (França)

## Personatges il·lustres
- Jean Absil, compositor

## Agermanaments
- Paray-Vieille-Poste
- Jaunay-Clan
- Revest-du-Bion
- Brewton